# Tomales Presbyterian Church

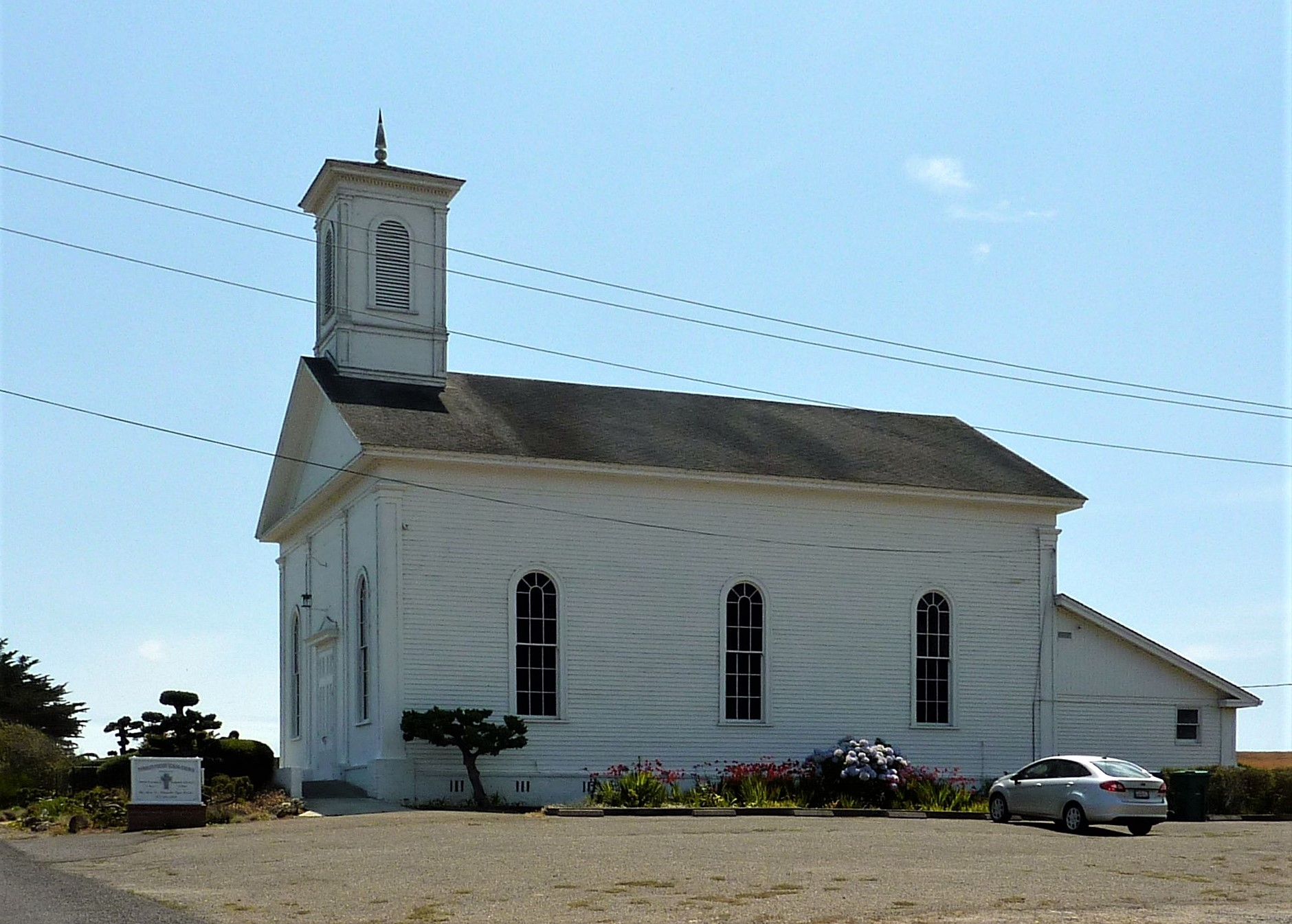
Die Tomales Presbyterian Church

Die Tomales Presbyterian Church  ist ein Kirchengebäude der Presbyterian Church (U.S.A.) in Tomales, einer kleinen Ortschaft im Marin County südwestlich von Santa Rosa im US-amerikanischen Bundesstaat Kalifornien. Die Kirche ist mit dem zugehörigen Friedhof als nationales historisches Denkmal gelistet.

## Geschichte
In einer ursprünglich katholisch geprägten Region siedelten um 1850 erste protestantische Siedler, die wegen des Kalifornischen Goldrausches zugewandert, aber erfolglos waren, dann aber den Bedarf in landwirtschaftlichen Produkten erkannten und sich in Tomales niederließen. Nachdem Gottesdienste zunächst unregelmäßig abgehalten wurden, formierte sich am 1. Mai 1865 eine Kirchengemeinde unter Reverend Alexander Fairbairn. 1866 errichtete die Gemeinde das erste evangelische Kirchengebäude im Marin County. Der Neubau brannte jedoch kurz vor der Einweihung nieder. Die Kirche wurde an der gleichen Stelle wieder aufgebaut und im April 1868 eingeweiht. Der Friedhof neben der Kirche wurde 1864 eröffnet. Das Erdbeben von 1906 und zwei Ortsbrände waren in Tomales verheerend, aber das Kirchengebäude blieb im Wesentlichen verschont.
1975 erfolgte die Eintragung in das National Register of Historic Places. 1995 dienten Kirche und Friedhof als Drehort für den Spielfilm Das Dorf der Verdammten.